# Spyker C8 Aileron
Spyker C8 Aileron – pierwszy z serii nowych modeli C8. Pokazany na salonie w Genewie w 2008 roku, nowy model kontynuuje nietypową stylistykę modeli Spyker Cars, zarówno pod względem nadwozia, jak i wnętrza z dużą ilością polerowanego aluminium i skóry. W nadwoziu są zmiany w stylistyce przedniej części. Pod względem technicznym holenderska marka zainwestowała przede wszystkim w aerodynamikę i układ przeniesienia napędu, którego główną częścią stała się nowa skrzynia biegów ZF o sześciu przełożeniach, manualna bądź automatyczna z możliwością zmiany łopatkami przy kierownicy. Styl Spykera objawił się także nowymi, stworzonymi specjalnie dla tego modelu felgami Rotorblade™, natomiast w opcji, prócz czternastu kolorów, dostępna jest także kolorystyka nadwozia przejęta z wyścigowego modelu startującego w zespole Spyker Squadron.

## Dane Techniczne
|                               | Spyker C8 Aileron                     |
| ----------------------------- | ------------------------------------- |
| Cylindrów/Zaworów na cylinder | V8 Bi-turbo / 5                       |
| Pojemność (cm³)               | 4163                                  |
| Moc (kW/KM)                   | 289/387                               |
| Moment obr. (Nm / min-1)      | 480                                   |
| Napęd                         | Na tylne koła                         |
| Skrzynia biegów/biegi         | Manualna / 6 (opcja Automatyczna / 6) |
| 0-100 km/h                    | 4.5                                   |
| Prędkość maksymalna (km/h)    | 301                                   |
| Masa własna (kg)              | 1425                                  |